# Fløjten
Fløjten er en betegnelse for det at fløjte uden brug af en kunstig fløjte. Dette sker typisk ved at skabe en lille åbning med en persons læber, normalt efter at have vædet dem, og derefter blæse eller suge luft ind gennem hullet. Luften modereres af læberne, en krøllet tunge, tænder eller til tider fingre (der placeres henover munden eller i forskellige områder mellem de spidsede læber) for at skabe turbulens, og den krøllede tunge fungerer som resonanskammer til at forstærke den resulterende lyd ved at fungere som en Helmholtz-resonator. Typerne af fløjtelyde han manipuleres ved at bevæge forskellige dele af læberne, fingrene, tungen og epiglottis.